# Panicum peristypum
Panicum peristypum är en gräsart som beskrevs av Fernando Omar Zuloaga och Osvaldo Morrone. Panicum peristypum ingår i släktet vipphirser, och familjen gräs. Inga underarter finns listade i Catalogue of Life.